# Stanwellia grisea
Stanwellia grisea is een spinnensoort in de taxonomische indeling van de bruine klapdeurspinnen (Nemesiidae).
Stanwellia grisea werd in 1901 beschreven door Hogg.